# Caloctenus
Caloctenus es un género de arañas araneomorfas de la familia Ctenidae. Se encuentra en Sudamérica con Caloctenus abyssinicus en Etiopía.

## Lista de especies
Según The World Spider Catalog 12.0:
- Caloctenus abyssinicus Strand, 1917
- Caloctenus aculeatus Keyserling, 1877
- Caloctenus carbonera Silva, 2004
- Caloctenus gracilitarsis Simon, 1897
- Caloctenus oxapampa Silva, 2004